# Klubowe Mistrzostwa ASEAN
Klubowe Mistrzostwa ASEAN - były dwuletni międzynarodowy turniej piłkarski organizowany przez związek Azji Południowo-Wschodniej ASEAN, pomiędzy klubowymi mistrzami krajów stowarzyszonych w  ASEAN. Do rozgrywek był również zaproszony mistrz Indii.

## Uczestnicy
Kluby z następujących 12 związków piłki nożnej brały udział w zawodach.
ASEAN:
- Brunei
- Filipiny
- Indonezja
- Kambodża
- Laos
- Malezja
- Mjanma
- Singapur
- Tajlandia
- Timor Wschodni
- Wietnam

Kraje zaproszone:
- Indie

## Format rozgrywek
Każdy ze związków piłki nożnej w Azji Południowo-Wschodniej reprezentował mistrz kraju. Zespoły uczestniczące były podzielone na cztery grupy po trzy zespoły (2003) oraz dwie grupy po cztery zespoły (2005), każda drużyna grała z każdą tylko raz. Zwycięzcy i zespoły z drugich miejsc awansowały do fazy pucharowej. Półfinały i finał rozgrywane były w kraju gospodarza mistrzostw.

## Tryumfatorzy
| 2003 Więcej | Indonezja | Kingfisher East Bengal FC | 3 – 1 | BEC Tero Sasana FC | Petrokimia Putra FC | 3 – 0          | Perak FA                                |
| 2005 Więcej | Brunei    | Tampines Rovers           | 4 – 2 | Pahang FA          | Hoàng Anh Gia Lai   | nie rozgrywano | DPMM FC (Duli Pengiran Muda Mahkota FC) |